# 康特奈-埃皮纳尔
康特奈-埃皮纳尔（法語：Cantenay-Épinard，法語發音：[kɑ̃tnɛ epinaʁ] ⓘ）是法国曼恩-卢瓦尔省的一个市镇，属于昂热区。该市镇于1790年由康特奈（Cantenay）和埃皮纳尔（Épinard）两个教区合并而成。

## 地理
康特奈-埃皮纳尔（47°32'0"N, 0°34'7"W）面积16.1 平方千米，位于法国卢瓦尔河地区大区曼恩-卢瓦尔省，该省份为法国西部内陆省份，大致对应安茹地区，北起顺时针与马耶讷省、萨尔特省、安德尔-卢瓦尔省、维埃纳省、德塞夫勒省、旺代省、大西洋卢瓦尔省和伊勒-维莱讷省接壤。
与康特奈-埃皮纳尔接壤的市镇（或旧市镇、城区）包括：昂热、蒙特勒伊-瑞涅、阿夫里耶、埃库夫朗、弗讷、苏莱尔和布尔。

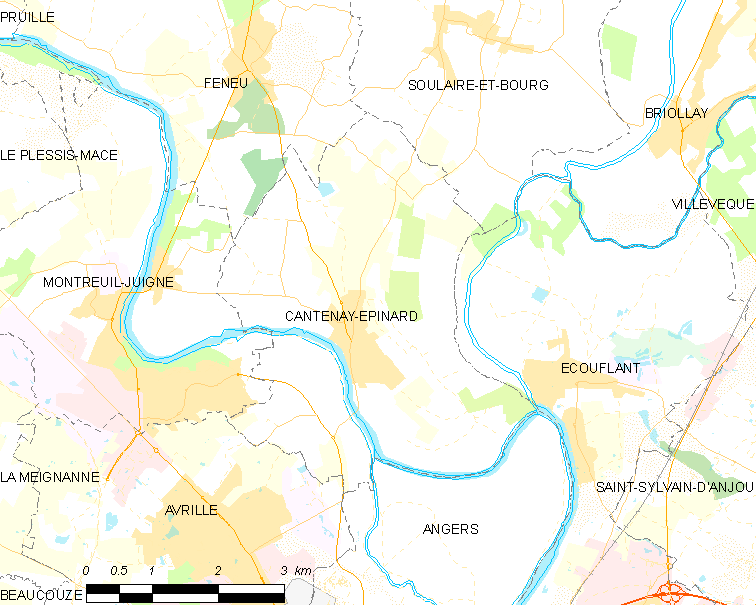
康特奈-埃皮纳尔的OSM定位图

康特奈-埃皮纳尔的时区为UTC+01:00、UTC+02:00（夏令时）。

## 行政
康特奈-埃皮纳尔的邮政编码为49460，INSEE市镇编码为49055。

## 政治
康特奈-埃皮纳尔所属的省级选区为昂热第五县。

## 人口

1962-2008年间康特奈-埃皮纳尔人口变化图示

康特奈-埃皮纳尔于2022年1月1日时的人口数量为2397人。